# 11195 Вумера
11195 Вумера (11195 Woomera) — астероїд головного поясу, відкритий 15 січня 1999 року.
Тіссеранів параметр щодо Юпітера — 3,565.
Названо на честь австралійського космодрому Вумера (англ. Woomera).